# Graafschap Nevers
Het graafschap Nevers was een graafschap in Frankrijk. Het was gelegen rond Nevers, de Nivernais.

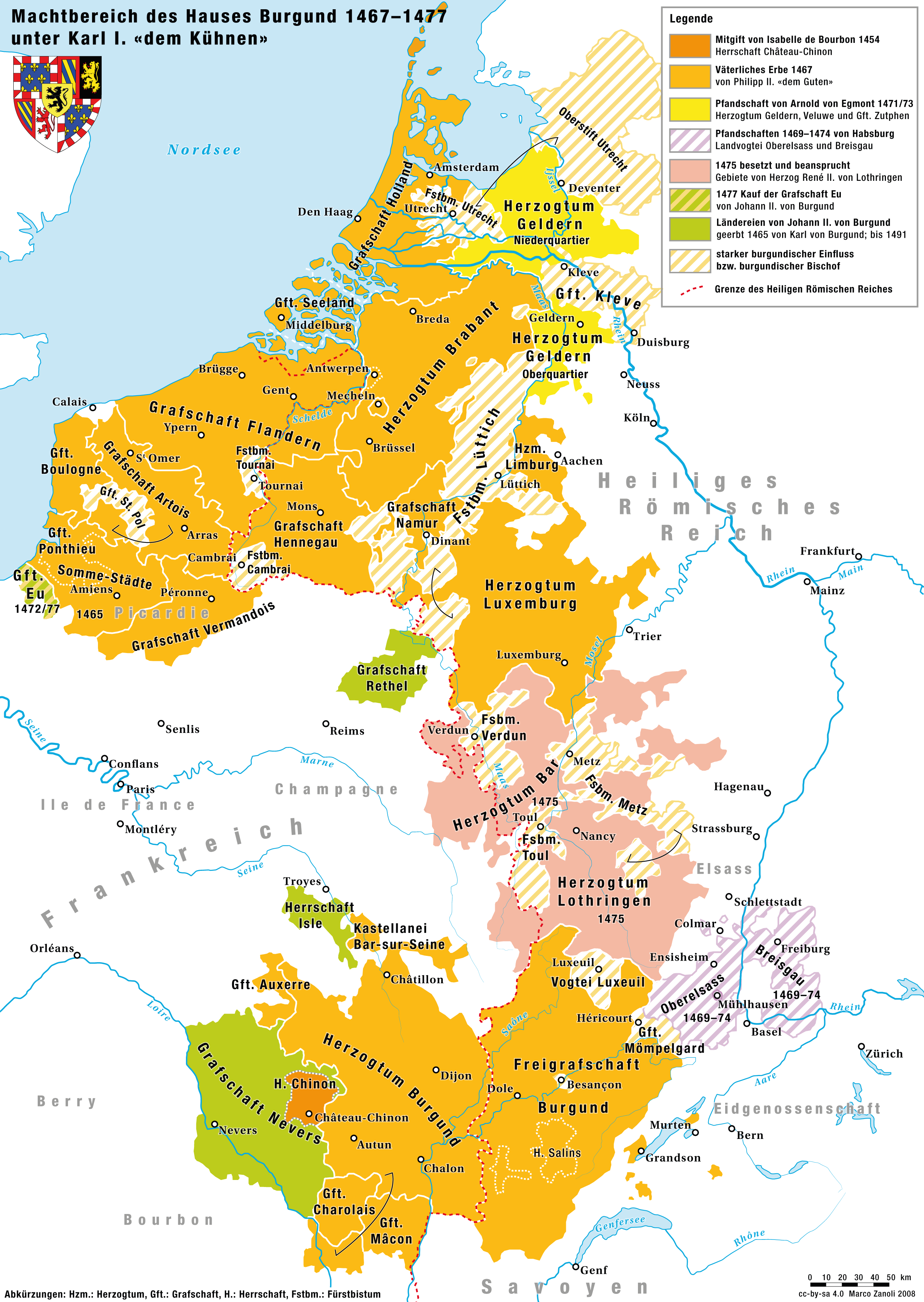
Graafschap Nevers (groen-onderaan) 1477

## Ontstaan van het graafschap
In de karolingische tijd werd de gouw bestuurd door afzetbare graven. Vermeldenswaard zijn Hugo (841), Robert de Dappere (865-866), Bernhard Plantapilosa (870-885) en Willem III van Aquitaine, de stichter van de Abdij van Cluny. De laatste delegeerde het bestuur aan raadslieden. In de tiende eeuw wisten de graven zich koninklijke rechten toe te eigenen (rechtsmacht, belastingheffing, militaire bevoegdheden). Hiermee gepaard ging het erfelijk worden van de grafelijke macht.

## Huis en graafschap Nevers
Omstreeks 989 kreeg Landricus van graaf Otto-Willem van Bourgondië het graafschap Nevers. Hij betrok zijn zoon Rainald bij de regering. Hiermee werd een dynastie gesticht, die zes eeuwen zou bestaan. Rainald verwierf door het huwelijk met een koningsdochter het graafschap Auxerre. Graaf Willem I verwierf in 1065 het graafschap Tonnerre. De drie graafschappen bleven tot 1270 verenigd.
De successie werd in 1181 met de dood van Willem V onderbroken. Gedurende meer dan een eeuw kwam de regering in de handen van vrouwen. De koning bemoeide zich als leenheer met de keuze van de echtgenoten. Ten gevolge van deze ontwikkeling werd het graafschap door verschillende grote families geregeerd. Vaak werd het graafschap in deze periode als nevenland beschouwd. Agnes, de dochter van Willem V huwde met Peter van Courtenay. Hun dochter Mathilde volgde hen op (1195-1257). Door het politieke huwelijk met Hervé van Donzy werd de machtige baronie Donzy bij het graafschap ingelijfd.
Yolande van Bourgondië (1247-1280) trouwde in haar eerste huwelijk met een zoon van koning Lodewijk IX van Frankrijk en in haar tweede huwelijk met Robrecht van Bethune, graaf van Vlaanderen. Hun opvolgers verbleven zelden in het graafschap omdat de Vlaamse politiek hen meer bezig hield. Zij waren echter wel geïnteresseerd in een goed bestuur, omdat het graafschap een belangrijke inkomstenbron vormde. Verschillende graven waren belangrijke kruisvaarders (Peter van Courtenay, Hervé van Donzy, Guy van Forez). Het testament van graaf Willem IV stond aan de wieg van de stichting van het bisdom Bethlehem. De zetel van het bisdom Bethlehem werd in 1250 verlegd naar Clamency ten noorden van Nevers.

## Honderdjarige Oorlog
Omdat de graven van Vlaanderen trouwe aanhangers waren van de koningen van Frankrijk, werd het graafschap tijdens de Honderdjarige Oorlog door Engelse troepen geplunderd. Door het huwelijk van Margaretha, de dochter van Lodewijk III met hertog Filips de Stoute van Bourgondië kwam het graafschap aan het huis Bourgondië, dat van 1412 tot 1435 in staat van oorlog verkeerde met Frankrijk. Hierdoor werd het graafschap doelwit van verschillende Franse aanvallen. De Vrede van Atrecht (1435) was een opluchting voor het graafschap.

## Het graafschap aan het einde der middeleeuwen
In de vijftiende eeuw resideerden Bonne van Artesië en haar zonen Karel van Nevers en Jan van Clamecy in Nevers. Zij bevorderden het bestuur van het graafschap. Er werd begonnen met de bouw van een nieuw slot. De vorming van de residentie was in 1485 afgerond. Na de dood van Jan van Clamecy brak er een erfstrijd uit tussen de huizen Kleef en Albret. De koning kende het graafschap in 1505 aan het huis Kleef toe. Het graafschap werd in 1538 verheven tot duché-pairie.